# Miopatía
Miopatía simplemente significa enfermedad del músculo (myo en griego “μυο” significa músculo + patía – “pathos” en griego significa dolor). Esta definición implica que el defecto primario está dentro del músculo.
Las miopatías son un subgrupo de la familia de las enfermedades neuromusculares, que se traducen en una degeneración del tejido muscular. Las miopatías forman un conjunto de enfermedades que se deben a múltiples causas, cursan de diferente manera y se tratan de forma distinta.

## Fisiopatología

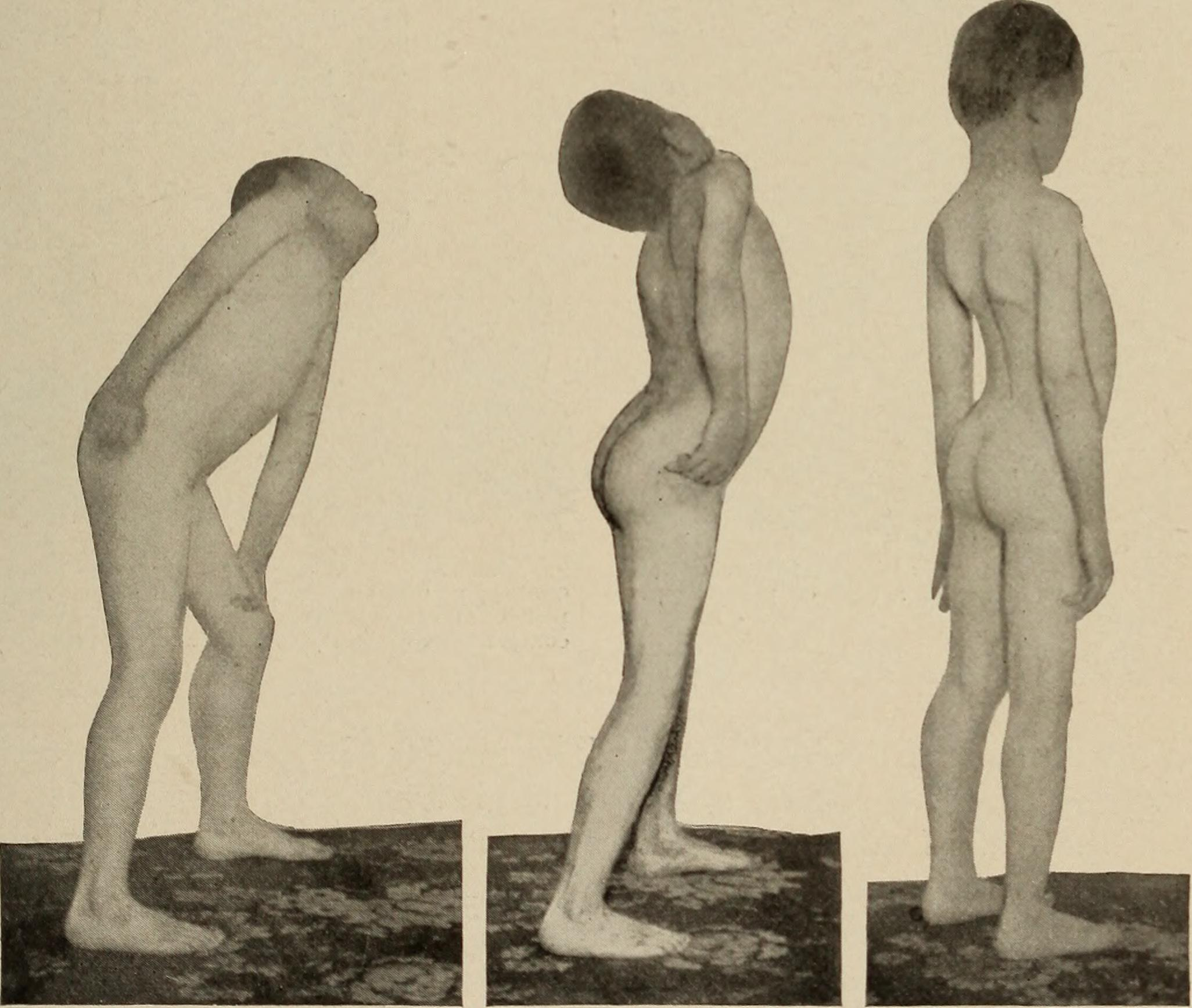
Enfermedades nerviosas y musculares

Las enfermedades musculares se producen, sin tener en cuenta las alteraciones de las eferencias nerviosas que proceden del sistema nervioso central por:
- Trastorno de la transmisión del impulso nervioso: Se debe tanto a un trastorno presináptico de la liberación de acetilcolina almacenada en las vesículas como el botulismo o el síndrome de Eaton-Lambert, como a un trastorno postsináptico por fracaso de la función de los receptores de acetilcolina como la miastenia gravis.
- Trastornos de la excitabilidad de la membrana muscular: Puede ser por miotonía como la miotonía congénita de Thomsen, por tetania, parálisis periódicas, hiperpotasemia o hipopotasemia. Las tiazidas, la anfotericina, la carbexolona, la emetina y el alcohol son algunos de los responsables de su toxicidad.
- Trastornos de las proteínas contráctiles: Se deben a múltiples causas como el sedentarismo, desnutrición por carencia de aminoácidos, miopatías inflamatorias como la polimiositis y la dermatomiositis y trastornos hereditarios como la distrofia muscular progresiva. Estas son causadas por fármacos como la D-penicilina, procainamida, hidralazina, fenitoína y penicilina. También algunos alimentos como el aceite de semillas de colza adulterado o L-triptófano, respecto a las exposiciones laborales encontramos como tóxico al sílice y algunos dispositivos médicos como implantes de silicona o colágeno.
- Trastornos de la liberación de energía: Se deben a miopatías metabólicas como la glucogenosis o a miopatías mitocondriales.[1][2]

## Manifestaciones clínicas
Las miopatías tóxicas pueden manifestarse de forma heterogénea. El cuadro clínico de miopatía puede ser tanto agudo, en forma de rabdomiólisis, como subagudo o crónico, en forma de mialgias leves con o sin elevación de creatinfosfoquinasa (CK). Cada vez es más frecuente diagnosticar miopatías asintomáticas al realizar determinaciones de CK. La gravedad de los síntomas es también variable: ciertos tóxicos producen cuadros muy leves y transitorios como pueden ser calambre, debilidad, rigidez y tétanos, mientras que otros pueden producir cuadros de lesión grave en forma de rabdomiólisis con riesgo para la vida del paciente. La rabdomiólisis puede considerarse el cuadro más grave.

## Causas
No es realmente conocida pero la más probable es la mutación de un gen.

## Tipos de enfermedades sistémicas en función de su genética
Las miopatías sistémicas son el resultado de diferentes procesos, incluyendo endocrinos, inflamatorios, paraneoplásticos, infecciosos, inducidos por drogas y toxinas, metabólicas, relacionadas con el colágeno y miopatías con otros desórdenes sistémicos.
Los pacientes con miopatías sistémicas presentan cuadros clínicos normalmente de manera aguda o subaguda. La mayoría de las miopatías inflamatorias pueden tener la oportunidad de asociarse con lesiones malignas; la incidencia parece ser aumentada solamente en pacientes con dermatomiositis. Los tóxicos responsables de esta enfermedad son el clofibrato y el ácido e-aminocaptoico.
Cada una de las enfermedades está clasificada según el código ICD-10

### Formas heredadas
- (G71.0) Distrofia muscular. Son un subgrupo caracterizado por la degeneración y regeneración del músculo. Clínicamente, las distrofias son progresivas , puesto que la habilidad de los músculos para regenerarse se va perdiendo, dando lugar a una debilidad progresiva, que conlleva el uso de sillas de ruedas y, en ocasiones hasta la muerte, relacionada con debilidad respiratoria.
- (G71.1) Miotonía
- (G71.2) Las miopatías congénitas no muestran evidencia del progresivo proceso distrófico (ej: muerte del músculo) o inflamación, pero en su lugar microscópicos y característicos cambios son apreciados en asociación a una reducida habilidad contráctil del músculo. Dentro de las miopatías congénitas se incluyen las siguientes.
  - (G71.2) Miopatía nemalínica, caracterizada por líneas de nemalina en el músculo observables al microscopio.
  - (G71.2) Miopatía multicore, caracterizada por múltiples pequeños “núcleos”o áreas de disrupción en las fibras del músculo.
  - (G71.2) Miopatía centronuclear o miopatía miotubular, en la cual los núcleos se encuentran anormalmente en el centro de las fibras del músculo, una extraña enfermedad muscular.

- (G71.3) Miopatía mitocondrial, debidas a defectos en la mitocondria, lo cual da a la célula una fuente crítica de energía para el músculo.
- (G72.3) Parálisis familiar periódica
- (G72.4) Miopatías inflamatorias, causadas por problemas con el sistema immune, que ataca a componentes del músculo, dando lugar a signos de inflamación.
- (G73.6) Miopatías metabólicas, resultado de defectos el metabolismo bioquímico que afecta primariamente al músculo. 
  - (G73.6/E74.0) Enfermedades relacionadas con el depósito de glucógeno.
  - (G73.6/E75) Desorden del depósito de lípidos.

### Adquiridas
- (G72.0 - G72.2) Miopatía inducida por la sustancia externa
  - (G72.0) Miopatías inducida por drogas
- La miopatía con glucocorticoides es causada porque esta clase de esteroides aumentan la descomposición de las proteínas del músculo, dando lugar a atrofia muscular.
  - (G72.1) Miopatía alcohólica
  - (G72.2) Miopatía debida a otros agentes tóxicos
- (M33.0-M33.1) 
  - La dermatomiositis producen debilidad muscular y cambios en la piel. Hay sarpullidos en la piel y normalmente en la cara, especialmente alrededor de los ojos y sobre los nudillos y hombros. Desiguales capas en las uñas con capilares visibles pueden estar presentes. Puede ser tratada con corticosteroides o inmunosupresores. (M33.2)
  - La polimiositis produce debilidad muscular. Puede ser tratada también con corticosteroides o inmunosupresor
  - La inclusión de cuerpos es un proceso progresivo que también produce debilidad muscular de la sujeción de las manos y la rectitud de las rodillas. No hay tratamiento conocido.
- (M61) Miositis osificante
- (M62.89) Rabdomiólisis y (R82.1) mioglobinurias: causada por fármacos como estatinas, fibratos o niacina.

## Tipos de enfermedades en función del lugar de afectación

### Distrofias musculares
- Distrofia muscular de Duchenne.
- Distrofia muscular de Becker.
- Distrofia muscular facioescapulohumeral.
- Distrofia muscular de Emery-Dreifuss.
- Distrofia muscular de cinturas.
- Distrofias musculares congénitas con alteraciones del sistema nervioso central.
- Distrofia muscular congénita de Fukuyama.
- Síndrome de Walker-Warburg.
- Enfermedad músculo-ojo-cerebro.

### Miopatías distales
- Miopatia distal tardía
  - Miopatía distal tardía tipo 1 de Welander.
  - Miopatía distal tardía tipo 2 de Markesbury.
- Miopatía distal del adulto joven
  - Miopatía distal del adulto joven tipo 1
  - Miopatía distal del adulto joven tipo 2 de Miyoshi
- Distrofia muscular tibial

### Miopatías miotónicas
- Distrofia miotónica de Steinert
- Miopatia miotónica proximal

### Miopatías mitocondriales: causadas principalmente por fármacos como zidovudina o ciclosporina A
- Epilepsia mioclónica con fibras rojas rasgadas (MERFF)
- Miopatía mitocondrial con encefalopatía, lactacidosis, ictus like (MELAS)
- Síndrome de Kearns-Sayre
- Déficit de complejo 2 (citocromo-succinato-c-reductasa)
- Déficit de complejo 3 (Q-citocromo-c-reductasa)
- Déficit de complejo 4 (citocromo-c-oxidasa)
- Déficit de complejo 5 (ATP-sintetasa-mitocondrial)
- Déficit de oxidación fosforilación de Luft
- Déficit de carnitina
- Déficit de carnitin-palmitil transferasa

### Miopatías metabólicas
- Glucogenosis
- Glucogenosis tipo 2 = Enfermedad de Pompe
- Glucogenosis tipo 3 = Enfermedad de Cori
- Glucogenosis tipo 4 = Enfermedad de Andersen
- Glucogenosis tipo 5 = Enfermedad de McArdle
- Glucogenosis tipo 7 = Enfermedad de Tarui
- Glucogenosis tipo 9 = Déficit de fosfoglicerato quinasa
- Glucogenosis tipo 10 = Déficit de fosfoglicerato mutasa
- Glucogenosis tipo 11 = Déficit de lactato deshidrogenasa
- Déficit de miadenilato deaminasa

### Parálisis periódicas primarias
- Parálisis periódicas
- Parálisis periódica hipokaliémica
- Parálisis periódica hiperkaliémica
- Síndrome del jorobado = Miopatía de los extensores del cuello
- Hipertermia maligna
- Síndrome neuroléptico maligno
- Enfermedad del músculo ondulante

## Diagnóstico diferencial
- Miopatías presentes en el nacimiento. Ninguna con causas sistémicas, predominantemente hereditarias.
- Miopatías presentes en la infancia:
  - Miopatías inflamatorias (dermatomiositis, polimiositis (raramente))
  - Miopatías infecciosas
  - Desórdenes metabólicos y endoncrinos: hipocalemia, hipocalcemia e hipercalcemia.
- Miopatías presentes en la etapa adulta 
  - Miopatías inflamatorias (polimiositis, dermatomiositis, miositis por cuerpos de inclusión, viral (VIH)
  - Miopatias infecciosas
  - Miopatías endocrinas- desórdenes del tiroides, paratiroide, adrenal y pituitarios
  - Miopatías tóxicas – alcohol, corticosteroides, narcóticos, colchicinas, cloroquina.
  - Miopatías metabólicas

## Tratamiento
Debido a que los diferentes tipos de miopatías están causados por diferentes mecanismos, no hay un único tratamiento para las miopatías. El rango de tratamiento de los síntomas no es muy específico. Hay terapia con fármacos, física, soporte tonificante, cirugía y masajes son todos tratamientos actuales para una gran variedad de miopatías.